# NGC 70
NGC 70 je spirální galaxie vzdálená od Země zhruba 328 milionů světelných let a nacházející se v souhvězdí Andromedy.